# RS-344
Pour les articles homonymes, voir Route 344.

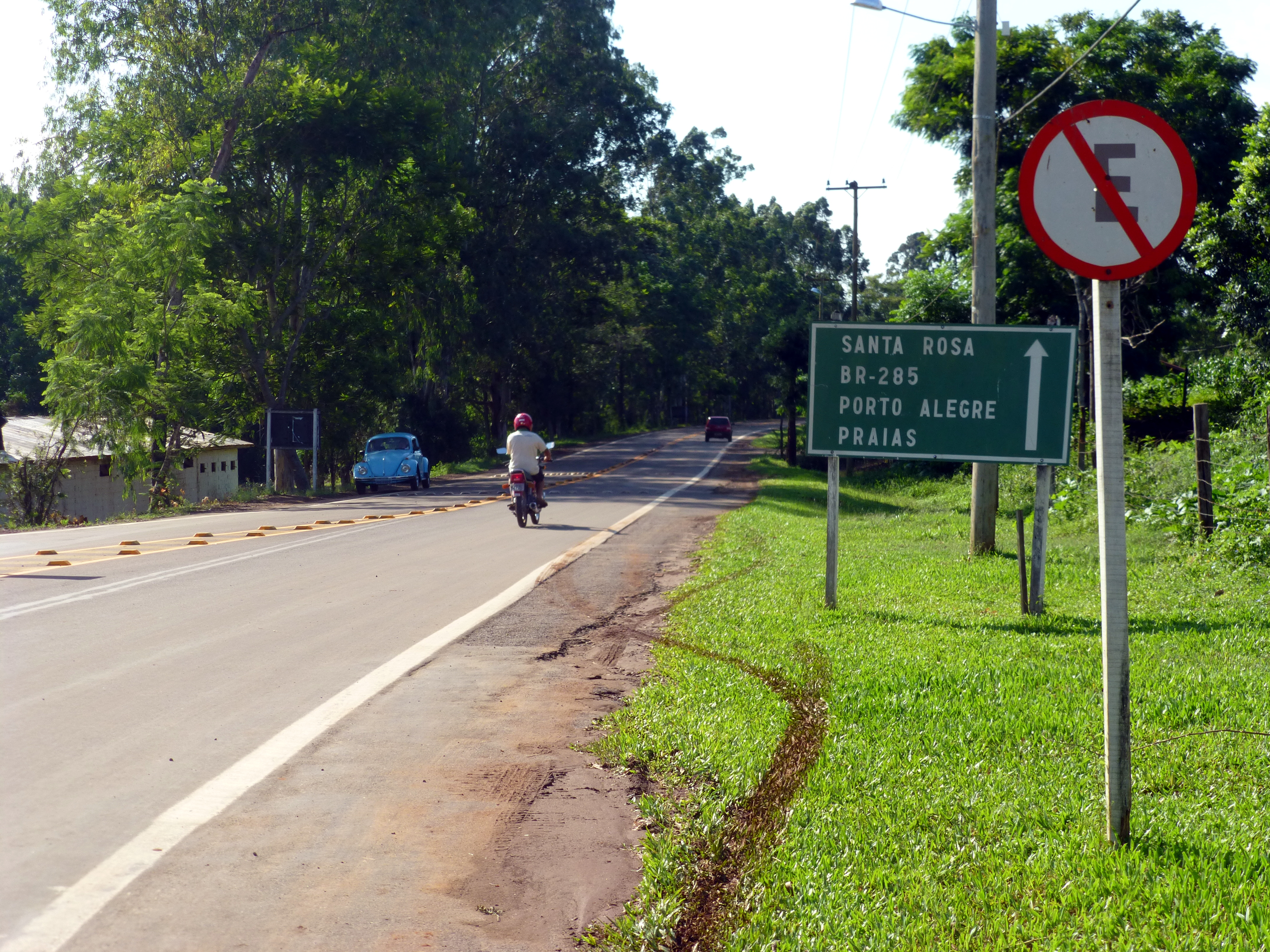
La RS-344 à Porto Mauá (2012).

La RS-344 ou Rodovia Sepé Tiaraju est une route brésilienne locale du Nord-Ouest de l'État du Rio Grande do Sul.
Elle débute à Porto Mauá, sur le Río Uruguay, en face de l'Argentine, passa por Tuparendi, Santa Rosa, Giruá, Santo Ângelo et s'achève à Entre-Ijuís, à l'embranchement avec les BR-285 et 392. Elle est longue de 104,370 km.
À Entre-Ijuís, la route traverse la ville, où elle reçoit le nom de rue Integração.